# 후쿠모리 나오야
후쿠모리 나오야(일본어: 福森 直也, 1992년 8월 29일 ~ )는 일본의 축구 선수이다.

## 구단 경력
그는 2015년부터 J리그의 오이타 트리니타, 시미즈 에스펄스, 베갈타 센다이에서 뛰었다.